# 狼山圣母堂
狼山圣母堂，也称露德圣母堂，是位于江苏省南通市狼山镇狼山北麓的一座天主教堂，是属于天主教海门教区的宗座圣母朝圣地。
狼山本是佛教名山，周围向无天主教徒，相传1925年因圣母以脚踏七彩云霞，手捧玫瑰花束在狼山北麓一湖泊前显现给该地主人黄齐诗一家，随后该地建立教堂一座，因所用材料皆为长江塌陷的弥额尔天神堂所有，故奉“圣弥额尔”为主保。过后两年间朝圣人次渐多，堂内安放一幅露德圣母像，1930年，佛教信徒许江氏因圣母显现而剧病痊愈，遂托上海信友到法国购置一尊造型独特的狼山圣母像，狼山教堂改称“狼山圣母堂”。1933年罗马教廷下达诏书，颁赐“全大赦”特恩，敕封狼山为“求赐圣教广扬”之专门圣地。1936年，素有“中华国籍主教第一人”之誉的海门教区首任主教朱开敏主持兴建狼山北麓圣母新堂堂，由清末首批留法巴黎大学的建筑设计师潘世义设计，1937年竣工，马相伯、孙科、于右任、蔡元培、邵力子、朱志尧、陆伯鸿、蔡宁、惠济良、于斌以及和海门教区和朱开敏个人素有渊源的法国、比利时、意大利、加拿大各国等政、商、教界人士发来贺电或亲书对联题词祝贺。新教堂坐西朝东，建筑风格为古典立体式，大堂前建有高33米的钟楼，钟楼形似战斗机，以潘世义之兄潘世忠设计的我国第一架飞机的作为参考蓝本，钟楼上部设为灯塔，整体风格多达数十种，被誉为“建筑中的里程碑”，是苏北新式建筑的鼻祖。1951年，罗马教廷特准“狼山圣母像”加冕，为此狼山位列中国天主教十二大朝圣地之一，在当时的远东地区享有很高的宗教地位和影响力。每年的5月9日是该堂的“狼山圣母朝圣日”，而中国著名教会爱国音乐家朱希圣谱写的《狼山圣母歌》与传唱大江南北。。
文革期间一度关闭。其后恢复开放。2004年列为南通市文物保护单位。